# Erythrophleum ivorense
Erythrophleum ivorense är en ärtväxtart som beskrevs av Auguste Jean Baptiste Chevalier. Erythrophleum ivorense ingår i släktet Erythrophleum och familjen ärtväxter. Inga underarter finns listade i Catalogue of Life.